# Kovači (gmina Nikšić)
Kovači (cyr. Ковачи) – wieś w Czarnogórze, w gminie Nikšić. W 2011 roku liczyła 42 mieszkańców.